# Lemene
Il fiume Lemene (pronuncia /ˈlɛmene/; Lemit in friulano) è un fiume di risorgiva che scorre tra il Friuli-Venezia Giulia e il Veneto.
Lungo il fiume sorgono diversi punti d'interesse storico, artistico e naturalistico tra i quali i molini di Stalis a Gruaro e i molini del centro storico di Portogruaro.

## Caratteristiche
Il Lemene nasce nelle zone di risorgiva della pianura friulana occidentale, ad est di Casarsa, col nome di Roggia Versa. Passato San Vito al Tagliamento, la Roggia Versa riceve le acque della Roiuzza e della Roggia di Gleris, assumendo così il nome di Lemene. Successivamente le limpide acque scorrono fino ai molini di Stalis a Gruaro e poi a Portogruaro, dove riceve da destra la Roggia Versiola. Qui il fiume è scavalcato dal caratteristico Ponte di Sant'Andrea, nel punto in cui si trovano i due mulini quattrocenteschi simbolo della città. In seguito il Lemene riceve da destra il fiume Reghena. Dopo aver attraversato Concordia Sagittaria il fiume Lemene assume un andamento più sinuoso e diventa pensile sulla pianura circostante, e più a valle riceve da destra le acque del fiume Loncon. Poco oltre, il Lemene confluisce nella Laguna di Caorle, le cui acque fluiscono nel Mar Adriatico tramite il canale Nicesolo.
Il Lemene, essendo quasi totalmente alimentato da perenni acque di risorgiva ha una portata molto costante. Ciò lo rende navigabile da Portogruaro sino alla foce nella Laguna di Caorle. Il suo maggior tributario è il fiume Reghena. Considerevoli anche gli apporti ricevuti dal fiume Loncon, dalla Roggia Versiola e dalla Roggia di Gleris.

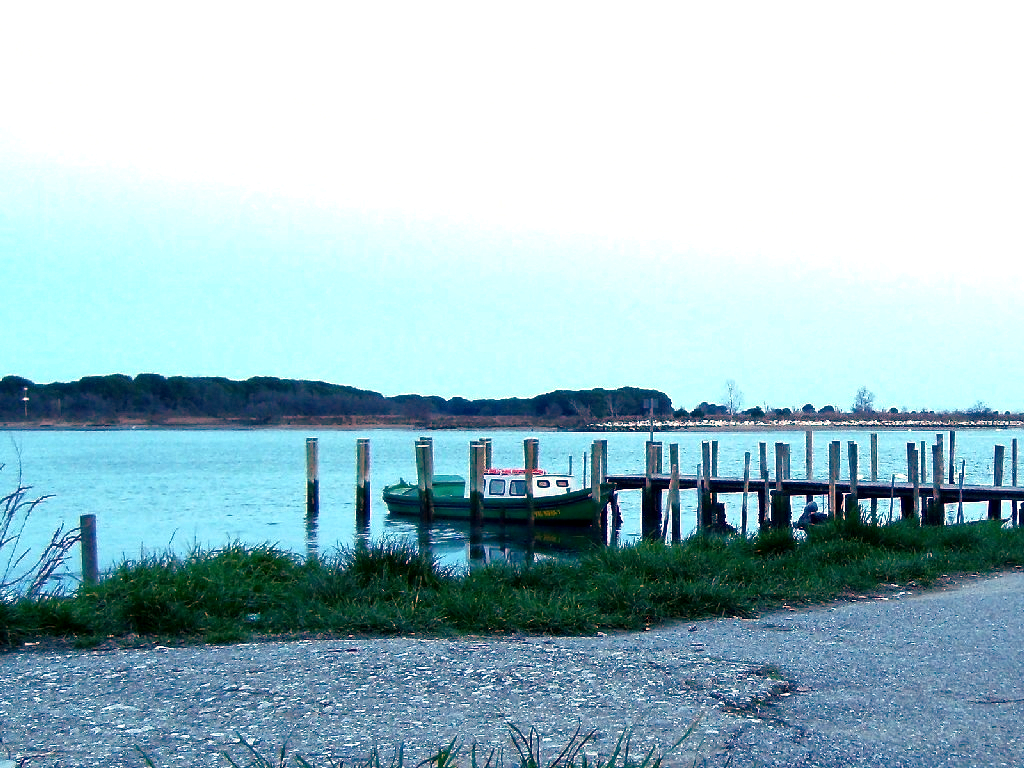
Le foci del Lemene nella laguna di Caorle

## Affluenti
Il fiume Lemene conta 11 affluenti.
- Roggia di Gleris
- Roggia Roiuzza
- Rio Marinut
- Rio Rigolo
- Venchieredo
- Rio Roiale
- Roggia Versiola
- Reghena
- Roggia San Giacomo
- Canale La Vecchia
- Loncon

## Luoghi di interesse
Lungo il corso del Lemene sono presenti diversi luoghi di interesse:
- Borgo Siega, con l’opificio idraulico sulla roggia Versa
- Mulini di Stalis, in comune di Gruaro
- Mulino di Boldara, nell'omonima frazione in comune di Gruaro
- Villa Bombarda, complesso formato dalla villa con una cappella e alcuni rustici e due mulini, all'interno di un parco, a Portovecchio in comune di Portogruaro
- Centro storico di Portogruaro
- Resti archeologici di Iulia Concordia a Concordia Sagittaria
- Ponte a bilancere, sulla strada provinciale Jesolana
- Isola dei pescatori, con i caratteristici casoni, in comune di Caorle

## Etimologia
L'idronimo deriva probabilmente dal latino līmen "soglia", "limite". 
Le prime attestazioni del nome compaiono del diploma dell'Imperatore Berengario I (anno 888) e nel diploma dell’imperatore Ottone III al vescovo di Concordia (anno 996) 

## Comuni attraversati

### Provincia di Pordenone
- Casarsa della Delizia
- San Vito al Tagliamento
- Sesto al Reghena

### Provincia di Venezia
- Gruaro
- Teglio Veneto
- Portogruaro
- Concordia Sagittaria
- San Stino di Livenza
- Caorle